# Brillantaisia lancifolia
Brillantaisia lancifolia là một loài thực vật thuộc họ Acanthaceae. Loài này có ở Cameroon, Gabon, và Nigeria. Môi trường sống tự nhiên của chúng là rừng ẩm vùng đất thấp nhiệt đới hoặc cận nhiệt đới và sông ngòi. Chúng hiện đang bị đe dọa vì mất nơi sống.